# Beuerbach (Hünstetten)

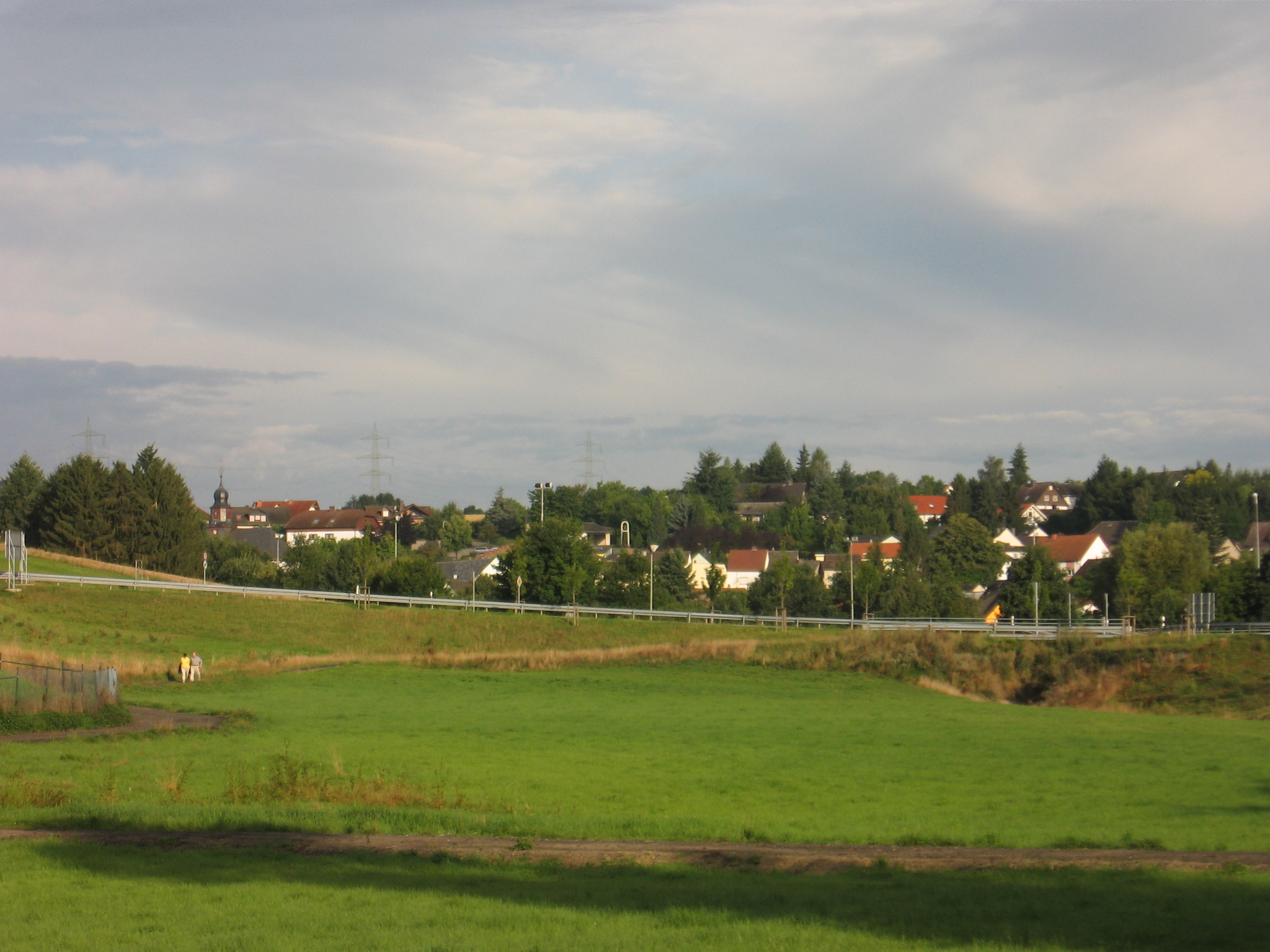
Blick auf den Ort

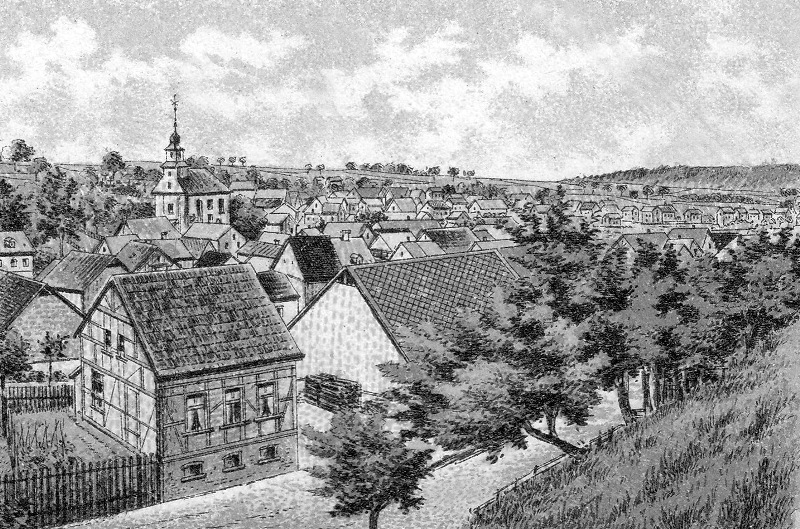
Grußkarten-Zeichnung Ende 1800

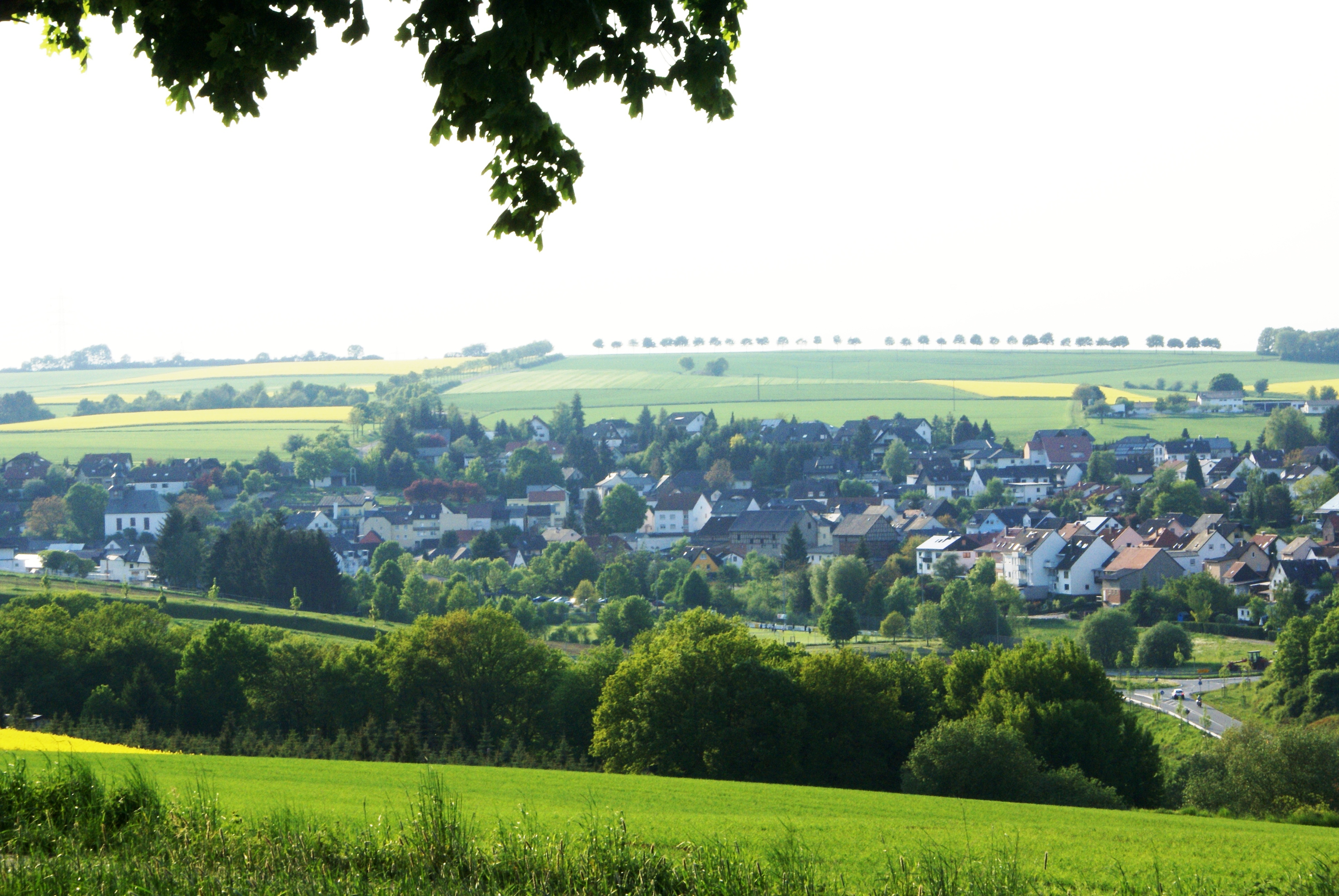
Ansicht vom Bruchberg

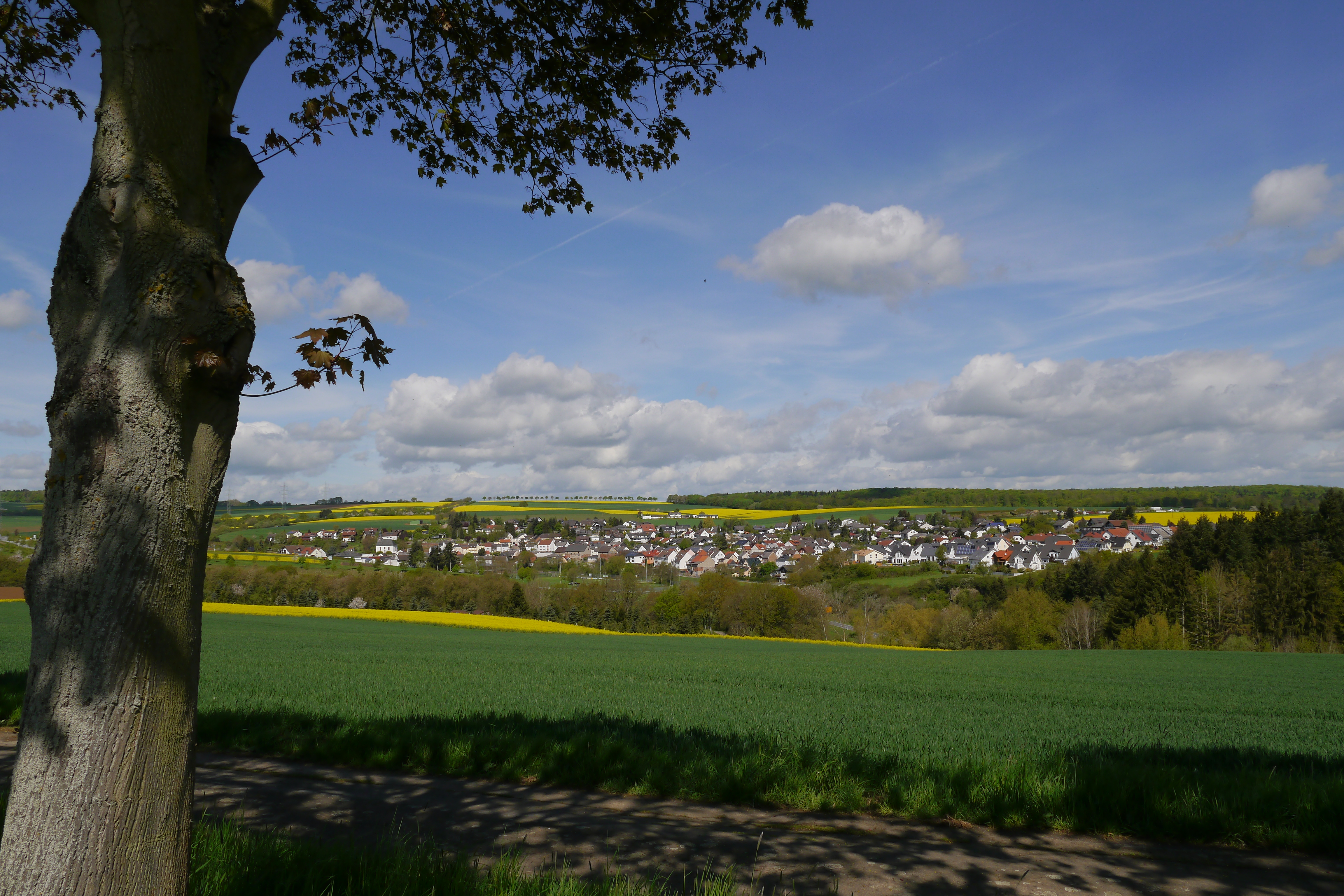
Ortsblick auf Beuerbach vom Wallrabensteiner Weg

Beuerbach ist ein Ortsteil der Gemeinde Hünstetten im südhessischen Rheingau-Taunus-Kreis.

## Geographische Lage
Beuerbach liegt im Taunus (westlicher Hintertaunus), nördlich des Taunushauptkamms zwischen Limburg und der Landeshauptstadt Wiesbaden im Bechtheimer Gebück. Durch den Ort verlaufen die Landesstraßen 3031 und 3277, in geringer Entfernung östlich die Bundesautobahn 3. Im Südwesten liegt der Beuerbacher See. Beuerbach ist der nördlichste Ort im Rheingau-Taunus-Kreis.

## Geschichte
Eine Besiedlung im Beuerbacher Raum schon in der Steinzeit von 4400 v. Chr. bis 3500 v. Chr. gilt inzwischen als gesichert. Dies belegen Funde, die der Michelsberger Kultur zuzuordnen sind und im Heimatmuseum Hünstetten ausgestellt werden.
Erstmals urkundlich erwähnt wird der Ort im Jahre 1328 (Zinsbuch des Klosters Gnadenthal). Ortsnamen waren: Furebaich, Furbach, Burbach, Buerbach, Beurbach, Beuerbach.
Ab 1500 wird der heutige Ortsname genannt.
Am 31. Dezember 1971 schlossen sich im Zuge der Gebietsreform in Hessen die damaligen Gemeinden Beuerbach, Kesselbach, Ketternschwalbach, Limbach, Strinz-Trinitatis und Wallbach freiwillig zur neuen Gemeinde Hünstetten zusammen. Für alle ehemals eigenständigen Gemeinden wurden Ortsbezirke mit Ortsbeirat und Ortsvorsteher gebildet. Im zentral gelegenen Wallbach wurde für die Gemeindeverwaltung ein Neubaukomplex errichtet.

## Wappenbeschreibung
In Silber ein grüner Rosenzweig mit drei roten Blüten.

## Kultur und Sehenswürdigkeiten
Die Katharinen-Kirche wurde im 18. Jahrhundert erbaut.
Seit 2012 gibt es eine Dorf-Chronik „Menschen in und um Beuerbach“, Kultur seit 6000 Jahren (Verfasser Manfried Weber). Ebenfalls gibt es eine Foto-Dokumentation Beuerbach einst und jetzt von 1939 bis 2012, Straßen, Häuser und Bewohner aus diesen Jahren (Verfasser Eberhard Deis).

## Vereine
In Beuerbach gibt es einen Turn- und Sportverein Beuerbach 1903 e. V. Mit über 600 Mitgliedern ist er einer der größten Vereine im Umkreis. In Beuerbach gibt es ebenfalls einen Angelsportverein, einen Heimat- und Verkehrsverein und einen Kulturverein.

## Infrastruktur
Im Ort gibt es den Kindergarten Kunterbunt, ein Dorfgemeinschaftshaus, einen Sportplatz.